# Mauritius op de Olympische Zomerspelen 1988
Mauritius nam deel aan de Olympische Zomerspelen 1988 in Seoel, Zuid-Korea.

## Deelnemers en resultaten
(m) = mannen, (v) = vrouwen

### Atletiek
| Olympiër         | Onderdeel       | Resultaat | Prestatie                |
| ---------------- | --------------- | --------- | ------------------------ |
| Judex Lefou      | 110m horden (m) | 33e       | serie 2: 6de in 14,73    |
|                  |                 |           |                          |
| Sheila Seebaluck | 400m (v)        | DNS       | serie 4: niet gestart    |
| Sheila Seebaluck | 800m (v)        | 25e       | serie 2: 8ste in 2.08,93 |
| Maryse Justin    | 1000m (v)       | DNS       | serie 1: niet gestart    |
| Maryse Justin    | marathon (v)    | 51e       | 2:50.00                  |

### Boksen
| Olympiër           | Onderdeel | Resultaat | Prestatie                                         |
| ------------------ | --------- | --------- | ------------------------------------------------- |
| Teekaram Rajcoomar | -54kg (m) | 17e       | 1ste ronde: vrij 2de ronde: V van VEN Torres: 0-5 |

### Gewichtheffen
| Olympiër   | Onderdeel   | Resultaat | Prestatie                                                    |
| ---------- | ----------- | --------- | ------------------------------------------------------------ |
| José Moirt | -82,5kg (m) | 17e       | trekken: 19de met 110kg stoten: 17de met 130kg totaal: 240kg |

### Tafeltennis
| Olympiër                       | Onderdeel      | Resultaat | Prestatie |
| ------------------------------ | -------------- | --------- | --- |
| Alain Choo Choy                | enkelspel (m)  | 57e       | groep C: 8ste V van AUT Ding: 0-3 V van HKG Lo: 0-3 V van TPE Wu: 0-3 V van HUN Zsolt: 0-3 V van NGR Bankole: 0-3 V van IRQ Hussain: 0-3 V van CHN Chen: 0-3                                                           |
| Gilany Hosnani                 | enkelspel (m)  | 57e       | groep B: 8ste V van SWE Waldner: 0-3 V van FRG Böhm: 0-3 V van FRA Birocheau: 0-3 V van TPE Chih: 0-3 V van INA Meringgi: 0-3 V van NZL Griffiths: 1-3 V van CHN Xu: 0-3                                               |
| Alain Choo Choy Gilany Hosnani | dubbelspel (m) | 29e       | groep C: 8ste V van CAN Pintea/Ng: 0-2 V van YUG Lupulesku/Primorac: 0-2 V van TPE Wu/Huang: 0-2 V van FRA Gatien/Birocheau: 0-2 V van NGR Musa/Omotara: 0-2 V van URS Mazounov/Rosenberg: 0-2 V van CHN Jiang/Xu: 0-2 |

### Worstelen
| Olympiër        | Onderdeel      | Resultaat      | Prestatie                                                    |
| Grieks-Romeins  | Grieks-Romeins | Grieks-Romeins | Grieks-Romeins                                               |
| --------------- | -------------- | -------------- | ------------------------------------------------------------ |
| Navind Ramsaran | -130kg (m)     | 17e            | groep B: 8ste V van EGY El-Hadad V van JPN Deguchi           |
| Vrije stijl     |                |                |                                                              |
| Navind Ramsaran | -130kg (m)     | 13e            | groep A: 6de V van CAN Payne: 0-4 V van USA Baumgartner: 0-4 |

Afghanistan · Algerije · Amerikaanse Maagdeneilanden · Amerikaans-Samoa · Andorra · Angola · Antigua en Barbuda · Argentinië · Aruba · Australië · Bahama’s · Bahrein · Bangladesh · Barbados · België · Belize · Benin · Bermuda · Bhutan · Birma · Bolivia · Bondsrepubliek Duitsland · Botswana · Brazilië · Britse Maagdeneilanden · Brunei · Bulgarije · Burkina Faso · Canada · Centraal-Afrikaanse Republiek · Chili · China · Chinees Taipei · Colombia · Congo-Brazzaville · Cookeilanden · Costa Rica · Cyprus · Denemarken · Djibouti · Dominicaanse Republiek · Duitse Democratische Republiek · Ecuador · Egypte · El Salvador · Equatoriaal-Guinea · Fiji · Filipijnen · Finland · Frankrijk · Gabon · Gambia · Ghana · Grenada · Griekenland · Groot-Brittannië · Guam · Guatemala · Guinee · Guyana · Haïti · Honduras · Hongarije · Hongkong · Ierland · IJsland · India · Indonesië · Irak · Iran · Israël · Italië · Ivoorkust · Jamaica · Japan · Joegoslavië · Jordanië · Kaaimaneilanden · Kameroen · Kenia · Koeweit · Laos · Lesotho · Libanon · Liberia · Libië · Liechtenstein · Luxemburg · Malawi · Malediven · Maleisië · Mali · Malta · Marokko · Mauritanië · Mauritius · Mexico · Monaco · Mongolië · Mozambique · Nederland · Nederlandse Antillen · Nepal · Nieuw-Zeeland · Niger · Nigeria · Noord-Jemen · Noorwegen · Oeganda · Oman · Oostenrijk · Pakistan · Panama · Papoea-Nieuw-Guinea · Paraguay · Peru · Polen · Portugal · Puerto Rico · Qatar · Roemenië · Rwanda · Saint Vincent en de Grenadines · Salomonseilanden · Samoa · San Marino · Saoedi-Arabië · Senegal · Sierra Leone · Singapore · Soedan · Somalië · Sovjet-Unie · Spanje · Sri Lanka · Suriname · Swaziland · Syrië · Tanzania · Thailand · Togo · Tonga · Trinidad en Tobago · Tsjaad · Tsjecho-Slowakije · Tunesië · Turkije · Uruguay · Vanuatu · Venezuela · Verenigde Arabische Emiraten · Verenigde Staten · Vietnam · Zaïre · Zambia · Zimbabwe · Zuid-Jemen · Zuid-Korea · Zweden · Zwitserland